# Karroolärka
Karroolärka (Calendulauda albescens) är en fågel i familjen lärkor inom ordningen tättingar. Den förekommer torra buskmarker i Sydafrika. Beståndet anses vara livskraftigt.

## Utseende och läte
Karroolärka är en medelstor lärka med rundat huvud utan huvudtofs och en slank, något nedåtböjd näbb. Ansiktet är tydligt tecknat och på undersidan syns kraftiga streck som når flankerna. Färgen varierar geografiskt från mattbrun till rostfärgad, ofta matchande färgen på jordtypen. Sången är distinkt men kort, lätet en gäll serie med upprepade "tiiik". Törellärkan är något större och mer enfärgad. Den saknar dessutom karroolärkans flankstreck. Rödlärkan är även den större och kraftigare, med både djupare och långsammare sång.

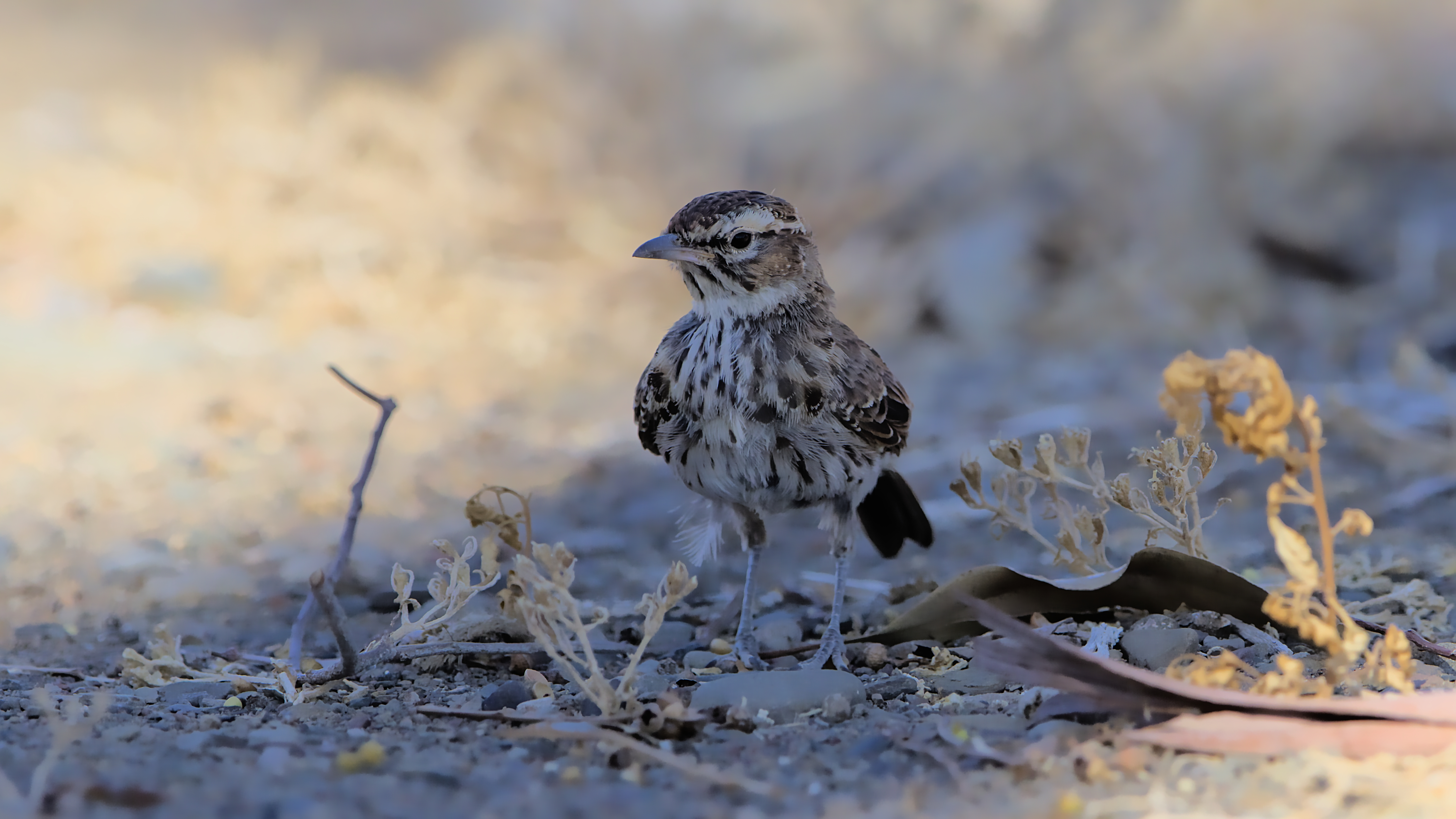

## Utbredning och systematik
Karroolärkan hittas enbart i Sydafrika. Den delas upp i fyra underarter med följande utbredning:
- Calendulauda albescens albescens – förekommer i sydvästra Kapprovinsen (Kapstaden till Berg River)
- Calendulauda albescens codea – förekommer i kustnära Sydafrika (Saldanha Bay till Port Nolloth)
- Calendulauda albescens guttata – förekommer i Kapprovinsen (Clanwilliam till Little Namaqualand)
- Calendulauda albescens karruensis – förekommer i Kapprovinsen (Calvinia och Williston till Oudtshoorn)

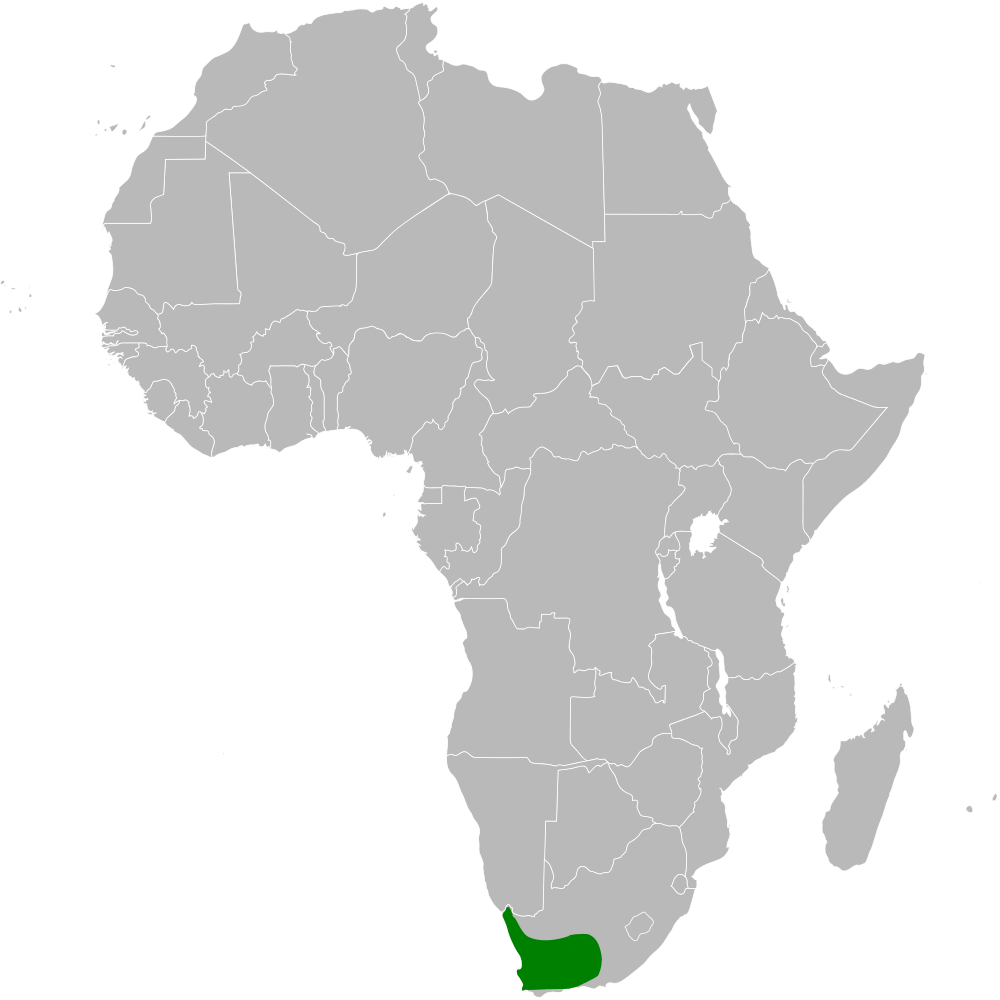
Karroolärkans utbredningsområde.

## Levnadssätt
Karroolärkan hittas i par i halvtorr karroo, torra fynbos och kustnära buskmarker. Den ses ofta gräva i sandiga områden efter insekter. Hanen sjunger från busktoppar, under våren även i en utdragen sångflykt tio till 30 meter upp i luften med djupa, fladdrande vingslag och hängande ben.

## Status och hot
Arten har ett stort utbredningsområde, men tros minska i antal, dock inte tillräckligt kraftigt för att den ska betraktas som hotad. Internationella naturvårdsunionen IUCN listar arten som livskraftig (LC). Världspopulationen har inte uppskattats men den beskrivs som vanlig, framför allt i västra delen av utbredningsområdet.

## Namn
Karroo (eller karoo) är ett stäpp- och halvökenområde i södra och västra Sydafrika.